# 함섭
함섭(본명: 함종섭, 1942년 11월 30일 ~ 2024년 2월 27일)은 대한민국의 화가이다.

## 학력
- 춘천고등학교 졸업
- 홍익대학교 서양화과 졸업
- 동국대학교 미술교육학 석사

## 경력
- 1969년 ~ 1990년 배문고등학교, 서문여자고등학교 교사
- 1984년 ~ 1986년 인덕전문대학교 강사
- ~ 1996년 5월 제15회 대한민국미술대전 양화부문 심사위원
- ~ 1998년 박영덕화랑 전속작가
- 한지와정신전 추진위원장
- 한국미술협회 자문위원
- 오리진회화협회 명예회원
- 강원도 미술대전 심사위원
- 부산일보 미술대전 심사위원
- 서울시립미술관 초대작가
- 개인전   2022      구구갤러리 초대전, 구구갤러리, 서울, 한국   2021      구구갤러리 초대전, 구구갤러리, 서울, 한국   2019      갤러리 쿱 초대전, 갤러리 쿱, 서울, 한국   2016      갤러리 쿱 초대전, 갤러리 쿱, 서울 한국   2015      박수근 미술관 특별 초대전, 한국의 정체성-함섭전,  양구, 한국                갤러리 쿱 개관 기념 초대전, 갤러리 쿱, 서울, 한국                J cube Museum 기획 초대전, J cube Museum, 영월, 한국   2014      SCOPE MiamiBeach (12월2일~12월7일), 본화랑, 마이애미, 미국                아트쇼부산 2014, 백스코_리서울 갤러리, 부산, 한국                종이에 실린 현대작가의 예술혼, 갤러리 현대, 서울, 한국                제7회 Annual Art Hamttons,본화랑, 마이애미, 미국                제13회 KIAF 한국국제아트페어 본화랑, 코엑스, 서울, 한국   2013      함섭 한지 40년전, 예술의 전당 한가람 미술1관, 서울, 한국                 함섭 한지 작가 초대전, 원주 한지 테마 파크, 원주, 한국                웨스트 브룩 갤러리 초대전, 웨스트 브룩 갤러리, 카멜, 미국                제7회 동곡상 수상 기념전, 춘천 미술관, 춘천, 한국   2011      함섭 개인전, 예술의 전당 한가람 미술1관, 서울, 한국                웨스트 브룩 갤러리 초대전, 웨스트 브룩 갤러리, 카멜, 미국   2010      함섭 개인전, 박영덕 화랑, 서울, 한국   2009      함섭 개인전, Art &Museum 초대전, 서울, 한국   2008      함섭 개인전, 갤러리소나무, 서울, 한국                함섭개관기념초대전, 공평아트스페이스, 서울, 한국   2007      함섭 개인전, 갤러리 코발렌코, 겔드롭, 네덜란드   2006      한지 회화전, 박영덕화랑, 서울, 한국                함섭 개인전, 콰이퐁 흰 아트 갤러리, 센트럴, 홍콩   2003      함섭 개인전, 박영덕화랑, 서울, 한국                함섭 신춘 기획 초대전, 포스코 갤러리, 포항, 한국   2001      함섭 개인전, 갤러리 코발렌코, 겔드롭, 네덜란드                종이의 혁명전, 박영덕화랑, 서울, 한국                함섭 개인전, 갤러리아시아, 센트럴, 홍콩   2000      종이혁명,, 갤러리아시아, 센트럴, 홍콩   1999      함섭 개인전, 박영덕 화랑, 서울, 한국   1998      함섭 개인전, 앰버 화랑, 레이덴, 네덜란드   1997      함섭 개인전, 뮐러-브뤼네르트 화랑, 퀄른, 독일   1996      함섭 개인전, 종로화랑, 서울, 한국   1994      함섭 개인전, 뮐러-브뤼네르트 화랑, 퀠른, 독일                함섭 개인전, 예맥하랑, 서울, 한국                함섭 개인전, 종로화랑, 서울, 한국   1993      함섭 개인전, 현대아트갤러리, 서울, 한국                함섭, 개인전, 강남화랑, 서울, 한국   1992      함섭 개인전, 단화랑, 서울, 한국   1991      함섭 개인전,인데코화랑, 서울, 한국   1987      함섭 개인전, 환갤러리, 춘천, 강원도   1986      함섭 개인전, 우정하트갤러리, 서울, 한국   1985      함섭 개인전,석화랑, 서울, 한국   1983      함섭 개인전, 토탈미술관, 서울, 한국   1978      함섭 개인전,문예진흥원 미술회관, 서울, 한국

## 상훈
- 1974년 제10회 한국미술협회전 현대미술관장상
- 1975년 제13회 한국미술협회전 동상
- 2013년  화관문화훈장

## 가족 관계
- 배우자: 이혜경
  - 아들: 함영훈
  - 딸: 함수정